# Novodanîlivka, Orihiv
Novodanîlivka (în ucraineană Новоданилівка) este o comună în raionul Orihiv, regiunea Zaporijjea, Ucraina, formată numai din satul de reședință.

## Demografie
Componența lingvistică a comunei Novodanîlivka
     Ucraineană (96,22%)
     Rusă (3,28%)
     Alte limbi (0,4%)
Conform recensământului din 2001, majoritatea populației comunei Novodanîlivka era vorbitoare de ucraineană (96,22%), existând în minoritate și vorbitori de rusă (3,28%).